# 195
Évszázadok: 1. század – 2. század – 3. század
Évtizedek: 140-es évek – 150-es évek – 160-as évek – 170-es évek – 180-as évek – 190-es évek – 200-as évek – 210-es évek – 220-as évek – 230-as évek – 240-es évek
Évek: 190 – 191 – 192 – 193 –  194 – 195 – 196 – 197 – 198 – 199 – 200

## Események

### Római Birodalom
- Publius Julius Scapula Tertullus Priscust és Quintus Tineius Clemenst választják consulnak.
- Septimius Severus császár igyekszik megerősíteni az előző antoninusi dinasztiához fűződő kapcsolatait. Nyomására a szenátus rehabilitálja a közellenség státuszú Commodust és istenné nyilvánítják őt. Severus fiát, a hét éves Lucius Septimius Bassianust átnevezi Marcus Aurelius Antoninusra.
- Septimius Severus büntetőexpedíciót indít Oszroéné ellen, amely korábban riválisát, Pescennius Nigert támogatta. A királyság nagy részét annektálja, de XI. Abgar király megtarthatja Edesszát és a környező vidéket. A háborúba felesége, Iulia Domna is elkíséri, aki a katonáktól a Mater Castrorum ("a táborok anyja") tiszteletbeli címet kapja.

### Kína
- A 14 éves Hszien császárt fogságban tartó két hadúr, Li Csüe és Kuo Sze összekülönbözik és összecsapnak egymással, Békét kötnek és megállapodnak, hogy a császárt elengedik, hogy visszatérhessen a korábbi fővárosba, Lojangba. Később meggondolják magukat és üldözőbe veszik, de Hsziennek sikerül elmenekülnie, azonban pénze nincs és kísérete gyakorlatilag éhezik.
- Cao Cao legyőzi riválisát, Lü Put és megerősíti hatalmát Jan tartomány fölött.
- Jüan Su hadúr hadvezére, Szun Cö nagy területeket foglal el Csiantung és Vu régiókban Kína keleti, tengerparti részén, ahol később megalapítja saját kiskirályságát.
- A déli hsziungnuk meggyilkolt királyának fia, Jufulou, aki korábban segítségért érkezett a kínai fővárosba, követőivel együtt Sanhszi tartományban telepszik le.

## Halálozások
- Liu Jao, kínai politikus és hadúr

## Fordítás
- Ez a szócikk részben vagy egészben  a(z)   195 című francia Wikipédia-szócikk ezen változatának fordításán alapul.  Az eredeti cikk szerkesztőit annak laptörténete sorolja fel. Ez a jelzés csupán a megfogalmazás eredetét és a szerzői jogokat jelzi, nem szolgál a cikkben szereplő információk forrásmegjelöléseként.